# Kościół św. Jakuba Większego Apostoła w Miłosławiu
Kościół św. Jakuba Większego Apostoła w Miłosławiu – zabytkowy kościół parafialny zlokalizowany w Miłosławiu, w powiecie wrzesińskim, w województwie wielkopolskim, przy ulicy Kościelnej.

## Architektura i historia
Kościół został wybudowany w stylu późnogotyckim około 1620 z fundacji Łukasza Górki. W latach 1843–1845 przebudowany według projektu Seweryna Mielżyńskiego w stylu gotyku romantycznego. Z tego okresu strop kasetonowy i kruchta. W latach 1912–1913 rozbudowany o nawy boczne i kaplicę (architekt Roger Sławski). W świątyni znajduje się renesansowy ołtarz główny z około 1620. Wyposażenie kościoła pochodzi z XVII i XVIII wieku.

## Otoczenie
Na cmentarzu przykościelnym kaplica grobowa Mielżyńskich i grób żony Teofila Lenartowicza, Zofii (z epitafijnym dwuwierszem jego autorstwa).
Przy kościele stoi też neogotycka, zwieńczona krenelażem dzwonnica z około 1850.

## Galeria

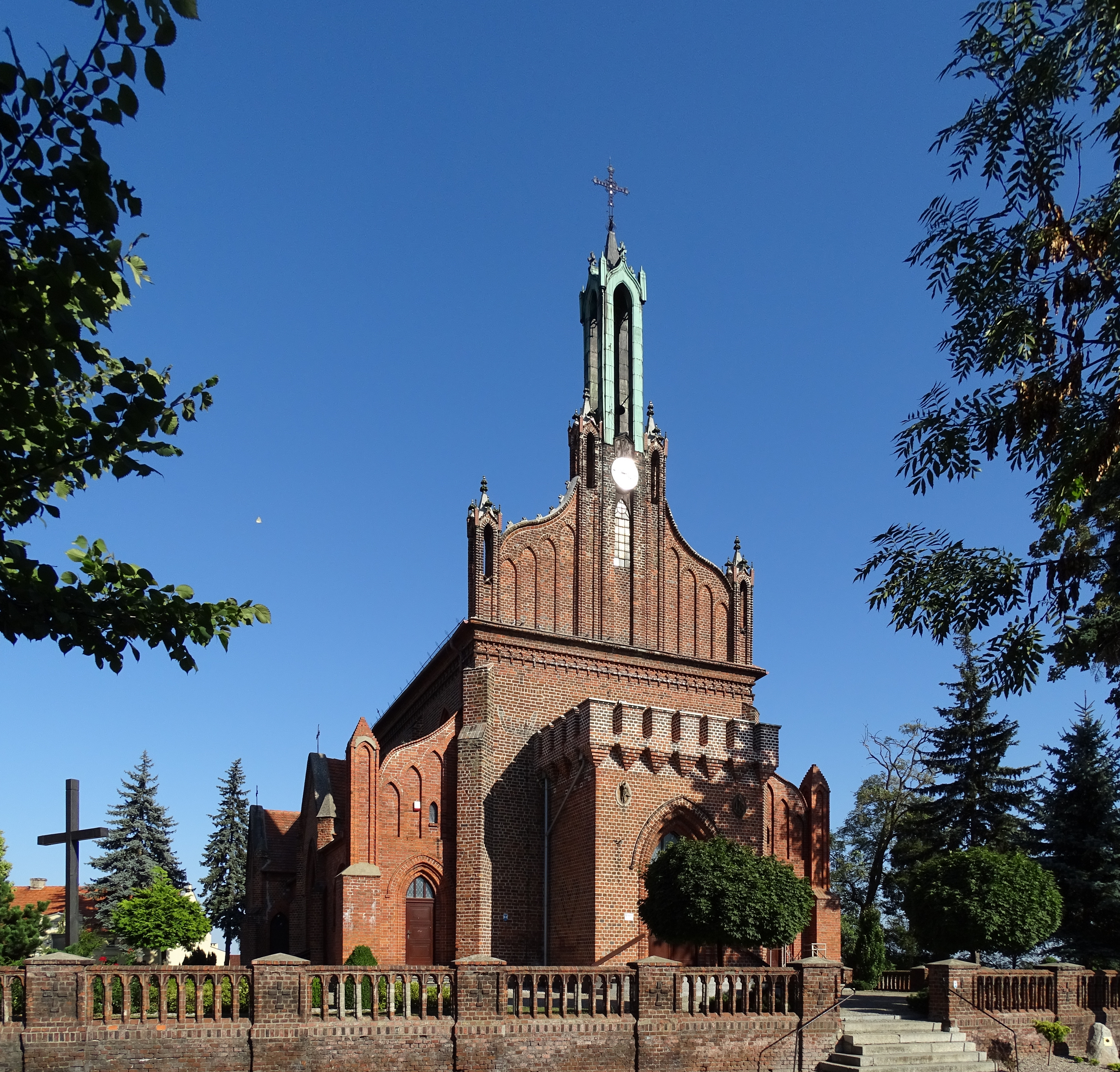
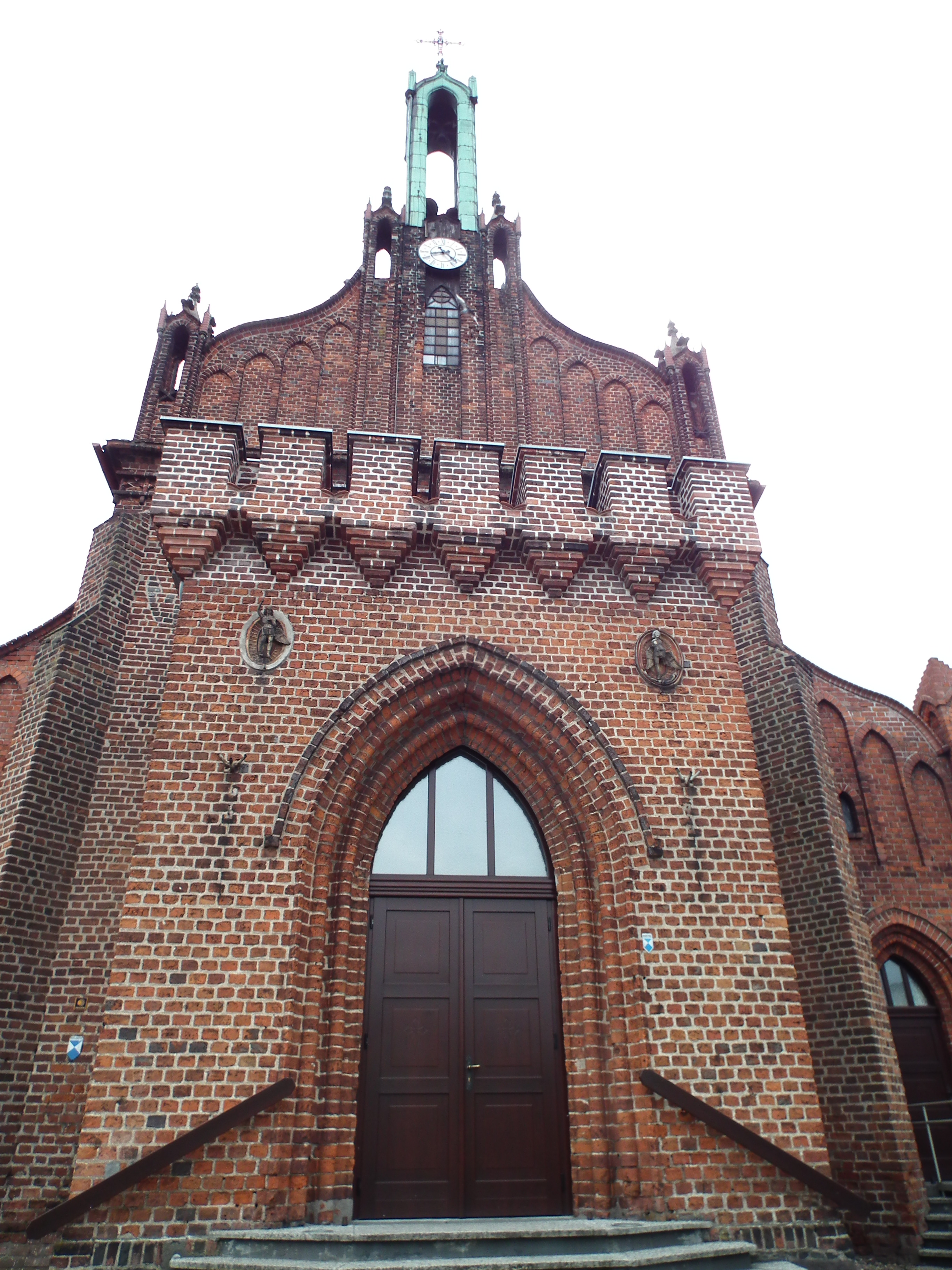
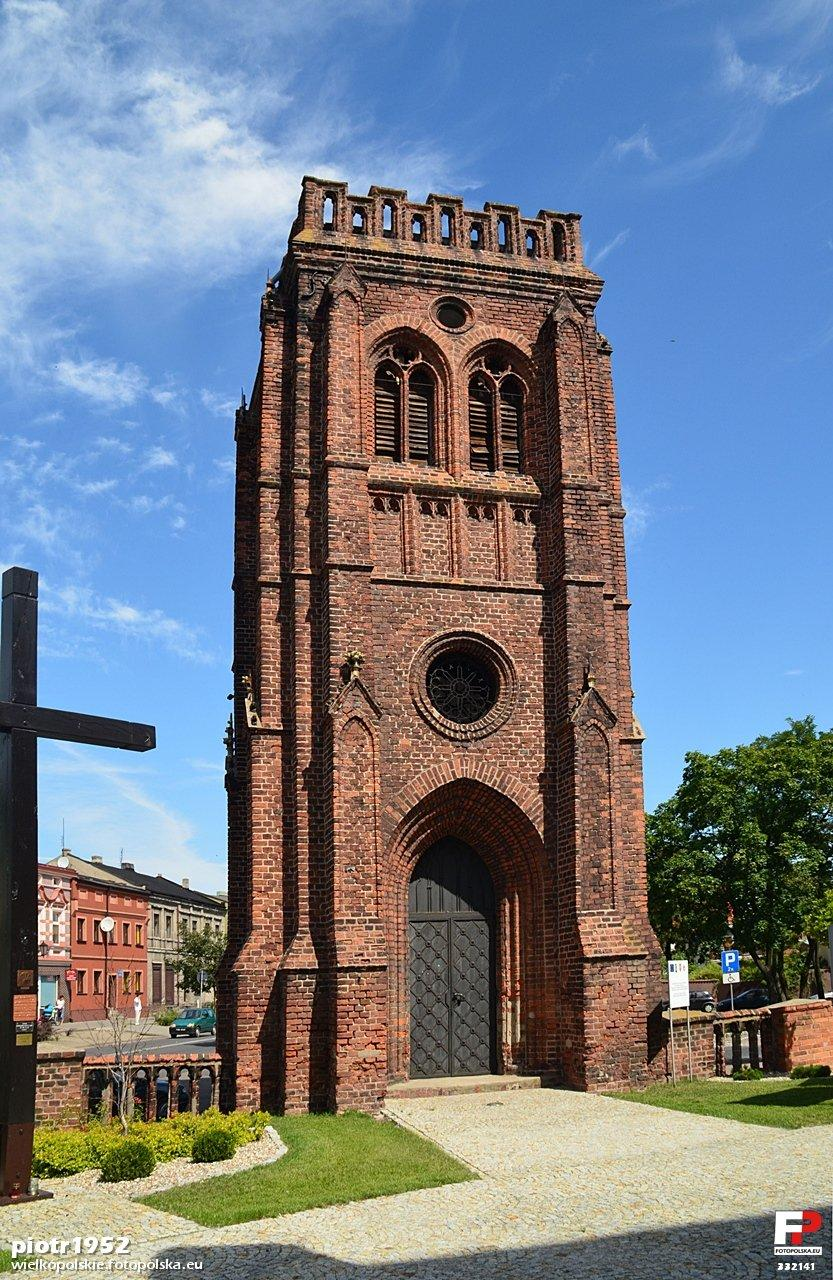
Dzwonnica neogotycka
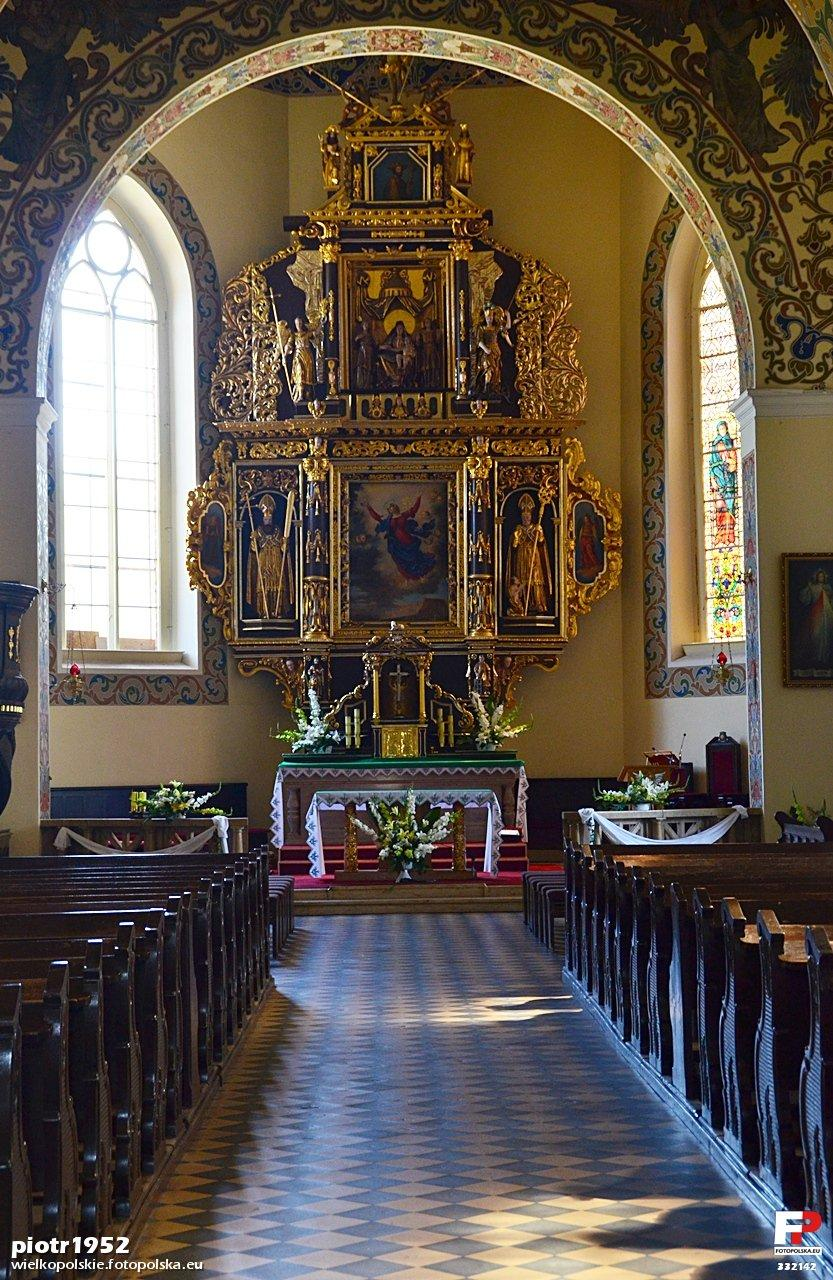
Ołtarz
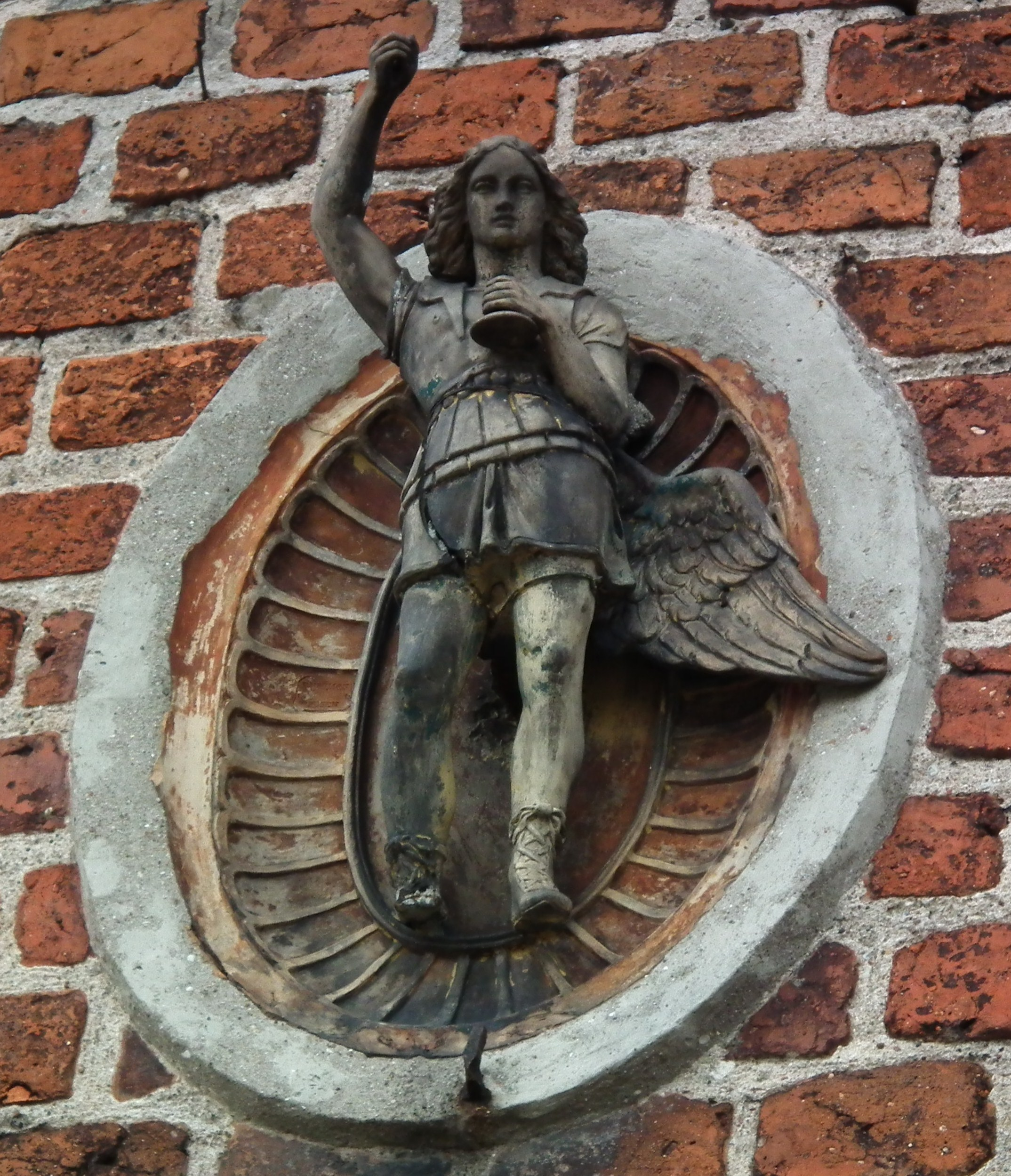
Rzeźba anioła
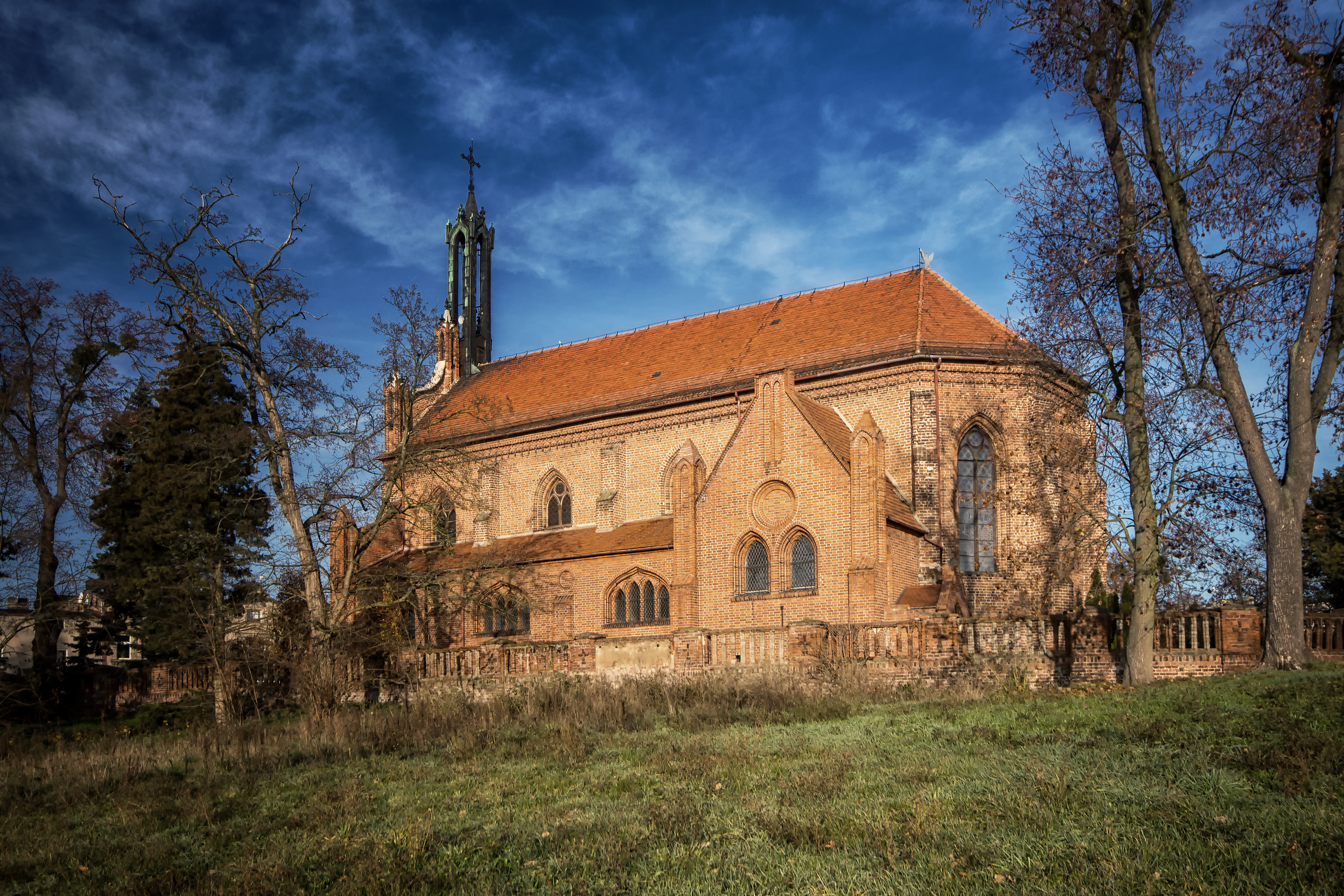